# Literatura română simbolistă
În literatura română, simbolismul pătrunde prin poemele și textele teoretice ale lui  Ștefan Petică, întâiul poet simbolist declarat . Alți reprezentanți sunt Alexandru Macedonski, Ion Minulescu și, mai ales, George Bacovia, care  folosește poezia simbolistă drept pretext, pentru a crea o poezie metafizică, cu nuanțe expresioniste sau existențialiste.
Primele idei care prefigurează simbolismul la români și care încearcă să-l teoretizeze apar odată cu Macedonski și sunt puse în circulație prin revista poetului, “Literatorul”. Chiar înainte de reconstituirea simbolismului ca școală, în Franța, apar în această revistă, încă din primul ei an de existență, 1880, articole de directivă, în care sunt expuse puncte de vedere simboliste. De altfel, Macedonski avea să-și revendice mai târziu, în 1889, printr-un articol intitulat “În pragul secolului”, merite de pionier al simbolismului pe plan european. “Belgienii, și se poate zice aceasta cu mândrie și despre mii din români - scrie el - dacă n-au fost tocmai ei precursorii mișcării, au avut meritul de a fi întrevăzut din vreme întinderea strălucită ce se deschidea glorioasă dinaintea poeziei viitorului, Maeterlinck, Rodenback, Verhaeren, Giraud, Franz Ell, Fernand Severin și alții încă - cei patru întâi citați, astăzi deja iluștri - au avut onoarea, împreună cu mine, să ia parte acum 12 ani, la mișcarea provocată din Liege de revista “La Wallonie”, al cărei energic și valoros director era dl. Albert Hockel, unul dintre distinșii colaboratori actuali ai marii reviste pariziene “Mercure de France”. De altfel, în numărul din august 1886, Macedonski publicase, într-adevăr, patru poezii în limba franceză: Volupté, Hystérie, Haine, Guzla.
Încă în 1880 apăruse în "Literatorul" articolul intitulat “Despre logica poeziei”, în care erau formulate idei care anticipau anumite judecăți ale lui Mallarmé. Nu numai că se făceau apropieri între poezie și muzică, dar se releva deosebirea de structură dintre poezie și proză. Poezia - accentua Macedonski - își are logica ei particulară, deosebită de logica prozei: ”Logica poeziei e, dacă ne putem exprima astfel, nelogică la modul sublim”. Întrucât tot ce nu e logic e absurd, “logica poeziei e, prin urmare, însuși absurdul”.
Un adevărat manifest presimbolist, apărut în “Literatorul” din 15 iunie 1892, este "Poezia viitorului", articolul scris de Macedonski. Prin simbolism - se spune în articol - ca și prin instrumentalism, care este “tot un simbolism, cu deosebire că sunetele joacă în instrumentalism locul imaginilor”, poezia “și-a creat un limbaj al ei propriu, limbaj în care se simte în largul ei…”.
După părerea poetului, “simbolismul unit cu instrumentalismul” este, ca și wagnerismul, “ultimul cuvânt al geniului omenesc".
Puncte de vedere presimboliste conțin și alte articole publicate de Macedonski în “Literatorul”, ca "Despre poezie" sau "Despre poemă" (1881), în care poetul pledează pentru concentrare și sinteză lirică, pentru poezia care să adune în ea, imprevizibil, mișcări sufletești contrastante.
Teoretizând simbolismul, Macedonski a înțeles să-l și promoveze stăruitor în literatura română. În numele acestui curent, directorul “Literatorului” a încurajat de fapt tot ce se deosebea de poezia românească de până atunci: parnasianism, naturalism, decadentism, simbolism - tot ce putea impresiona prin neobișnuit și bizar. El însuși s-a exersat în compuneri alcătuite după ultima modă pariziană, menite să revoluționeze lirica. După modelul lui Rollinat, din care a și tradus, Macedonski a afișat uneori preferințe morbide pentru macabru, ca în "Vaporul morții", de exemplu. Dar pasiunea lui cea mare a fost instrumentalismul, poetul propunându-și să creeze efecte lirice prin pure combinații de imagini și sunete ca în "Rimele cântă pe harpă" și "Guzla". Unele din aceste poezii, de exemplu, “Înmormântarea și toate sunetele clopotului” sau “Lupta și toate sunetele ei”, au fost publicate în volumul "Poezii" din 1881, înainte de întemeierea școlii lui René Ghil la Paris.
După exemplul lui Mallarmé, Macedonski acorda o importanță specială aspectului grafic al scrierilor sale: în manuscrisul romanului său "Thalassa" a încercat să sugereze sentimentele nu numai printr-o anumită așezare a cuvintelor în pagină ci și prin întrebuințarea unor cerneluri de culoare diferită, textul înfățișându-se, în felul acesta, policrom, ca într-un amuzant joc de copii.
Pe această linie au mers câteodată și unii dintre frecventatorii cenaclului și colaboratorii așișderi al “Literatorului”, ca Mircea Demetriad, Al. Obedenaru, Gh. Orleanu, Al. Petroff ori debutantul Ion Theo, tânărul Tudor Arghezi, care a publicat în suplimentul literar al ziarului “Liga ortodoxă” unele poezii tributare instrumentalismului, pe care însă apoi marele poet și le-a renegat.
Dacă Macedonski este, indiscutabil, un teoretician al simbolismului, este el oare și un poet simbolist? Unii i-au contestat cu violență această calitate. Alții au acceptat-o cel puțin parțial, influențați poate de Macedonski însuși, care s-a proclamat singur și cu ostentație simbolistă pentru o perioadă scurtă.
Desigur, în structura cea mai intimă a spiritului său, poetul nu este un simbolist. El rămâne în mod fundamental un romantic de formație pașoptistă, euforic, exuberant, vitalist. Deși în poezia lui apar unele simboluri, poetul are grijă ca, aproape de fiecare dată, să le explice, să le împrăștie întreaga aură enigmatică, să le distrugă inefabilul atât de caracteristic poeziei simboliste, așa cum procedează, de exemplu, și în Noaptea de decembrie. Dar nu e mai puțin adevărat că în poezia macedonskiană apar și primii termeni notabili de simbolism românesc, primele teme autentic simboliste, care vor fi cultivate în literatura română.
Poetul, citadin romantic, se simte, fără îndoială, atras de unele idei și motive poetice simboliste (suferința, nedreptatea, mizeria, entuziasmul, neîncrederea, revolta, disprețul, soarta femeii în societatea burgheză, evadarea în vis, orientul, erotica etc.), deși simbolistica propriu-zisă rămâne aproape întotdeauna la suprafață. Macedonski este un mare poet predominant romantic, în a cărui operă poetică au lăsat urme și unele elemente simboliste, fără a-i modifica sau altera adevărata substanță, alături de elemente și motive naturaliste și parnasiene.
Trăsăturile simbolismului literar:
- raportul dintre simbol (semn,cuvânt) și eul poetic care nu este exprimat, ci sugerat, așadar sugestia este o manieră artistică obligatorie a creației simboliste;
- tema generală o constituie starea confuză și nevrotică a poetului într-o societate superficială, meschină, incapabilă să perceapă, să înțeleagă și să aprecieze nivelul artei adevărate; alte teme și motive simboliste: orașul de provincie sufocant, natura ca stare de spirit, anotimpurile apocaliptice, dezintegrarea de materie, iubirea sâcâitoare, moartea ca proces de descompunere, solitudinea dezolantă, motivul apei ca substanța erozivă, motivul instrumentelor muzicale, motivul cromatic, olfactiv, etc.
- poezia simbolistă exprimă numai atitudini poetice sau stări sufletești specifice acestui curent literar: tristețea, dezgustul, oboseala psihică, disperarea, apăsarea, spaima, nevroza, toate fiind sugerate prin simboluri, fără a fi numite;
- corespondența dintre cuvintele-simbol și elementele din natură este principalul procedeu artistic de construire a poeziilor simboliste. Trăsăturile obiectului din natură sugerează stările interioare ale eului liric. (De ex: cuvântul-simbol "plumb" are drept corespondent un metal greu, de culoare cenușie, maleabil și cu o sonoritate surdă)
- preferința pentru imagini imprecise, difuze, fără contur;
- muzicalitatea creației simboliste se construiește fie prin prezența instrumentelor muzicale, fie prin muzicalitatea interioară a versurilor (prin verbe sau interjecții auditive);
- cromatica este de asemenea fie exprimată direct prin culori cu putere de simbol, fie sugerată prin corespondențe;
- olfactivul se manifestă prin mirosuri puternice;
- sinestezia este un procedeu artistic care marchează asocierea concomitentă a mai multor percepții diferite (sunet,culoare, parfum) și trezirea simultană a simțurilor;
- versul liber este o noutate prozodică; refrenul accentuează starea poetică, prin repetiția cromatică, olfactivă sau muzicală a simbolurilor.